# Thongkhosiem Haokip
Thongkhosiem Haokip (Manipur, 13 marzo 1993) è un calciatore indiano, attaccante del Goa.

## Carriera

### Club
Ha giocato nella prima divisione indiana.

### Nazionale
Nel 2014 ha giocato 3 partite con la nazionale indiana Under-23.

## Statistiche

### Presenze e reti nei club
| Stagione           | Club               | Campionato         | Campionato | Campionato | Coppe nazionali | Coppe nazionali | Coppe nazionali | Coppe continentali | Coppe continentali | Coppe continentali | Supercoppe | Supercoppe | Supercoppe | Totale | Totale |
| Stagione           | Club               | Comp               | Pres       | Reti       | Comp            | Pres            | Reti            | Comp               | Pres               | Reti               | Comp       | Pres       | Reti       | Pres   | Reti   |
| ------------------ | ------------------ | ------------------ | ---------- | ---------- | --------------- | --------------- | --------------- | ------------------ | ------------------ | ------------------ | ---------- | ---------- | ---------- | ------ | ------ |
| 2017-2018          | Bengaluru          | ISL                | 2          | 0          | SC              | 0               | 0               | AFC Cup            | 10                 | 3                  | -          | -          | -          | 12     | 3      |
| 2018-2019          | Bengaluru          | ISL                | 7          | 1          | SC              | 0               | 0               | -                  | -                  | -                  | -          | -          | -          | 7      | 1      |
| 2019-2020          | Bengaluru          | ISL                | 14         | 1          | SC              | -               | -               | AFC Cup            | 3                  | 5                  | -          | -          | -          | 17     | 6      |
| 2020-2021          | Bengaluru          | ISL                | 5          | 0          | -               | -               | -               | AFC Cup            | 0                  | 0                  | -          | -          | -          | 5      | 0      |
| Totale Bengaluru   | Totale Bengaluru   | Totale Bengaluru   | 28         | 2          |                 | 0               | 0               |                    | 13                 | 8                  |            | -          | -          | 41     | 10     |
| 2021-2022          | East Bengal        | ISL                | 12         | 2          | -               | -               | -               | -                  | -                  | -                  | -          | -          | -          | 12     | 2      |
| 2022-2023          | East Bengal        | ISL+CPD            | 15+1       | 1+0        | SC              | 1               | 0               | -                  | -                  | -                  | DC         | 1          | 0          | 18     | 1      |
| Totale East Bengal | Totale East Bengal | Totale East Bengal | 28         | 3          |                 | 1               | 0               |                    | -                  | -                  |            | 1          | 0          | 30     | 3      |
| 2023-2024          | Jamshedpur         | ISL                | 7          | 0          | SC              | 2               | 1               | -                  | -                  | -                  | DC         | -          | -          | 9      | 1      |
| 2024-2025          | Goa                | IL2                | 1          | 0          | -               | -               | -               | -                  | -                  | -                  | -          | -          | -          | 1      | 0      |
| Totale Carriera    | Totale Carriera    | Totale Carriera    | 64         | 5          |                 | 3               | 1               |                    | 13                 | 8                  |            | 1          | 0          | 81     | 14     |

## Palmarès

### Club

#### Competizioni nazionali
- Hero Super Cup: 1

Bengaluru: 2018
- Indian Super League: 1

Bengaluru: 2018-2019